# Episodi de L'ispettore Regan (quarta stagione)
La quarta stagione della serie televisiva L'ispettore Regan è stata trasmessa in anteprima nel Regno Unito dalla Independent Television tra il 7 settembre 1978 e il 28 dicembre 1978.
| nº | Titolo originale      | Titolo italiano | Prima TV UK       | Prima TV Italia |
| -- | --------------------- | --------------- | ----------------- | --------------- |
| 1  | Messenger of the Gods |                 | 7 settembre 1978  |                 |
| 2  | Hard Men              |                 | 14 settembre 1978 |                 |
| 3  | Drag Act              |                 | 21 settembre 1978 |                 |
| 4  | Trust Red             |                 | 28 settembre 1978 |                 |
| 5  | Nightmare             |                 | 5 ottobre 1978    |                 |
| 6  | Money, Money, Money   |                 | 12 ottobre 1978   |                 |
| 7  | Bait                  |                 | 19 ottobre 1978   |                 |
| 8  | The Bigger They Are   |                 | 26 ottobre 1978   |                 |
| 9  | Feet of Clay          |                 | 2 novembre 1978   |                 |
| 10 | One of Your Own       |                 | 9 novembre 1978   |                 |
| 11 | Hearts and Minds      |                 | 23 novembre 1978  |                 |
| 12 | Latin Lady            |                 | 30 novembre 1978  |                 |
| 13 | Victims               |                 | 14 dicembre 1978  |                 |
| 14 | Jack or Knave         |                 | 28 dicembre 1978  |                 |